# 国沢実
国沢実（国沢実 or 国沢☆実 or 国沢星実 or 国沢卍実、くにざわ みのる、1964年 ‐）は、日本の映画監督、脚本家。

## 略歴
主にピンク映画を監督。その他のピンク作品では俳優としても出演し、仁木周作名義も用いる。自衛隊を経て小林悟監督の助監督を務め、1995年にOP映画『巨乳はさんで咥える』で監督デビュー。特撮ファンであり、昭和特撮をオマージュした娯楽作品が多い。
自身の追及するドラマツルギーを「ありえないシチュエーションを設定し、そこに真実味をどれだけ盛り込めるか」と回答している。

## 主な作品

### ピンク映画
- 巨乳はさんで咥える（1995年9月23日公開）[4]
- 濃淫女　飲ませて！ （1996年1月17日公開）
- 生出し若奥様　しびれる（1996年9月5日公開）
- 覗きの手口　淫乱女を狙え（1996年12月2日公開）
- シミ付き令嬢　贅沢な舌技(1997年)
- おねだり妻　くちびるでご奉仕 (1997年)
- 女子プロ志願　乳固め卍くずし (1998年)
- 義母覗き　爪先に舌絡ませて (1999年)
- ノーパン妻　週末は不倫狂い (1999年)
- 新人OL 部長のいたずら (1999年)
- レイプマン　尻軽女を仕置きせよ (1999年)
- 花嫁は初夜に濡れて（2000年1月15日）[5]
- 痴漢電車　手のひらで桃尻を（2000年5月01日）[6]
- ミレニアムZERO（2000年7月29日）[7]
- 淫臭名器の色女（2000年9月28日）[8]
- 不倫願望　癒されたい (2000年11月11日)  [9]
- 人妻たちの性白書　AVに出演した理由（2001年2月5日）[10]
- プライベート・レッスン　家庭教師の胸元(2001年4月21日)
- 三浦あいか　痴漢電車エクスタシー(2001年8月13日)[11]
- 吉村すもも　奴隷人形(2001年9月17日)
- ノーパン医院　お脱がし治療（2002年1月15日公開）
- 人妻陰悶責め（2002年）
- ノーパン若妻　おもちゃで失神（2002年）
- 美女濡れ酒場（2002年7月1日）
- 小島三奈　声を漏らし感じて（2003年2月5日公開）
- 性獣戦線（2003年）
- 新・未亡人銭湯　女盛りムンムン（2003年）
- 十八歳、制服の胸元 （2003年）
- 悩殺天使　吸い尽くして（2003年）
- 変態エロ性癖　恥汁責め（2004年）
- 凌辱の爪跡　裂かれた下着（2004年）
- 女子大生　恥じらいの喘ぎ（2004年）
- くノ一淫法　おっぴろげ桜貝（2004年）
- 新婚性教育　制服の花嫁（2006年）
- 巨乳熟女　とろける手ほどき（2007年）
- THEレイパー　暴行の餌食（2007年）
- 人妻ひざ枕　奥までほじって[注 1]（2008年）
- 美人歯科医　いじくり抜き治療[注 2]（2008年）
- 変態女課長　陵辱ぶち込む（2008年）
- 居酒屋の女房　酔い濡れ巨乳（2008年）
- コンビニ無法地帯　人妻を狩れ[注 3]（2009年）
- OL空手乳悶　奥まで突き入れて（2009年）
- THE レイパー〈闇サイト編〉　美姉妹・肌の叫び[注 4]（2010年）
- 監禁玩具　わいせつ狩り（2010年）
- 兄嫁の肌は熱く甘く（2011年）
- 美女妻クラブ　～秘密の癒し～（2011年）
- SEXカウンセラー　変態えぐり療法（2012年）[12]
- 女警備員　まさぐり巡回（2013年）
- 家庭教師　いんび誘惑レッスン（2013年）
- 露出願望　見られたい人妻（2014年1月31日公開）
- 特務課の女豹　絡みつく陰謀（2014年）
- お天気キャスター 晴れのち濡れて（2015年1月23日公開）
- 女弁護士　揉ませて勝訴（2015年02月06日公開）
- スケベ研究室　絶倫強化計画（2015年11月13日公開）
- 闇刻の宴「岩」（2015年）※オムニバス映画の一遍[3]
- 性鬼人間第一号　発情回路[注 5]（2016年）
- 陶酔妻 白濁に濡れる柔肌[注 6]（2016年）
- 萌え盛るアイドル エクスタシーで犯れ！[注 7]（2016年）
- 来訪者Ｘ　痴女遊戯（2017年）
- 空想特撮ピンク映画・ピンク・ゾーン　地球に落ちてきた裸女（2017年）
- スペルマーダー 嵐を呼ぶエクスタシー（2017年）
- マンネリ（2017年7月8日、Abukawa corporation）[13]
- SEXアドベンチャー ワンダー・エロス（2018年）[14]
- 性鬼人間第二号～イキナサイ～（2018年7月20日）
- ピンク・ゾーン2 淫乱と円盤（2018年11月9日）
- 溢れる淫汁　いけいけ、タイガー（2019年）[15]
- スペース・エロス　乳からのメッセージ（2019年）[16]
- ピンク・ゾーン3 ダッチワイフ慕情（2020年2月14日）
- 性鬼人間第三号 ～異次元の快楽～（2020年12月4日）
- 裸のタイガー エロス狩り（2022年2月11日）
- 誘惑ママさん　レッツラ性春!（2023年7月7日）[17]
- ハーレム銀河 お乳の虜（2024年10月4日）[18]
- 密着巨乳姉妹 おっぱいは知っている（2024年11月29日）[19]

### ゲイポルノ
- ふたりの恋人（2015年）
- 愛棒ー激情版ー～ヒロとマモルの事件簿～（2015年）[20]

### オリジナルビデオ
- 痴漢電車　人前で… (2000年)
- 濡れた花嫁 (2001年)
- 世にも淫裸（みだら）な物語　派遣社員嬢の淫夢告白 (2001年)
- 人妻性白書 (2001年)
- 酒池肉林ドラマ　新　お水の肌道 (2001年)
- 家性婦は覗た！　私生活（秘）レポート (2001年)
- 吉村すもも　奴隷人形 (2001年)
- 女盗撮師　～暴かれた素顔～ (2007年)
- 居酒屋のお姉さん (2007年)
- 青い性体験　家庭教師と淫らなレッスン (2003年)
- 悩殺天使　吸い尽くして (2003年)
- 華と蛇 (2005年)
- 恋愛家族　義母と義姉の秘密 (2005年)
- ヌルヌル痴漢電車　陵辱途中下車 (2004年)
- 陵辱　痴漢列島 (2004年)
- 夫婦交換　～スワッピング体験記～ (2006年)
- 岩[注 8]（2016年、スターボード）
- マンネリ[注 9]（2017年、スターボード）
- アウトレイジ・凛 美女極道の濡れ燃える肉欲（2020年1月7日、竹書房）[21]
- エクスタシー・イコライザーREN（2020年9月4日、竹書房）[22]
- セクシータイム・リターン（2020年10月2日、竹書房）
- セクシータイム・リバース（2021年3月3日配信開始、4月、竹書房）[23]
- あ・べ・こ・べ　セクシーボディ姉妹のHなヒミツ（2021年10月6日、シネポップ）[24]

### ウェブドラマ
- あ・べ・こ・べround２ ココロとカラダのSEXYラプソディ（2023年9月6日、シネポップ、シネマファスト）[25]

## 出演
- ヒクヒクする女　－見られたい－ (1996年)
- 覗きの手口　淫乱女を狙え(1996年)
- 異常露出　見せたがり(1996年)
- 実録・性犯罪　制服レイプ (1997年) 　　　　- 岩田学（営業マン）
- おくりもの(1997年)
- 教え子と教師　いたずら秘め恥じめ（2003年） 　　　- 電気屋
- 温泉宿一発二日　艶子の湯　ひと夜だけの契り (2006年)
- リアルメン・スタンド! (2006年)
- ビーチバレー刑事（デカ）　謎のコーチを追跡せよ！ (2007年)
- ビーチバレー刑事（デカ）　盗撮ストーカーを追え！ (2007年)
- 居酒屋の女房　酔い濡れ巨乳(2008年)
- お天気キャスター　晴れのち濡れて(2015年)
- ハミ尻ダンプ姐さん　キンタマ汁、積荷違反(2017年)

## ピンク大賞でトップテン入りした作品
- 1999年 7位（タイ）:義母覗き 爪先に舌絡ませて
- 1999年 7位（タイ）:ノーパン妻　週末は不倫狂い
- 2000年 3位：花嫁は初夜に濡れて
- 2000年 5位：不倫願望　癒されたい
- 2001年 8位：プライベート・レッスン 家庭教師の胸元
- 2003年 4位：悩殺天使 吸い尽くして
- 2003年 7位：十八歳、制服の胸元
- 2005年 7位：欲情喪服妻　うずく

## 関連書

### 英語
- Minoru Kunizawa - IMDb（英語）
- Sharp, Jasper (2008). Behind the Pink Curtain: The Complete History of Japanese Sex Cinema. Guildford: FAB Press. pp. 334, 350. ISBN 978-1-903254-54-7